# Redliny
Redliny [rɛˈdlinɨ] (tiếng Đức: Aschersruhe, 1936-45: Redlinsfelde)  là một ngôi làng thuộc khu hành chính của Gmina wierzno, thuộc hạt Kamień, West Pomeranian Voivodeship, ở phía tây bắc Ba Lan.
Trước năm 1945, khu vực này là một phần của Đức. Đối với lịch sử của khu vực, xem Lịch sử của Pomerania.